# 维于昂萨拉
维于昂萨拉（法語：Viuz-en-Sallaz，法語發音：[vjy ɑ̃ sala]）是法国上萨瓦省的一个市镇，属于博讷维尔区。

## 地理
维于昂萨拉（46°8'51"N, 6°24'37"E）面积20.99 平方千米，位于法国奥弗涅-罗讷-阿尔卑斯大区上萨瓦省，该省份为法国东部省份，历史上为薩伏依的一部分，北与瑞士接壤，西接安省，南至萨瓦省，东与瑞士和意大利接壤。
与维于昂萨拉接壤的市镇（或旧市镇、城区）包括：博热沃、菲兰日、佩约内、圣安德烈德博埃日、圣茹瓦尔、拉图尔、萨拉城。
维于昂萨拉的时区为UTC+01:00、UTC+02:00（夏令时）。

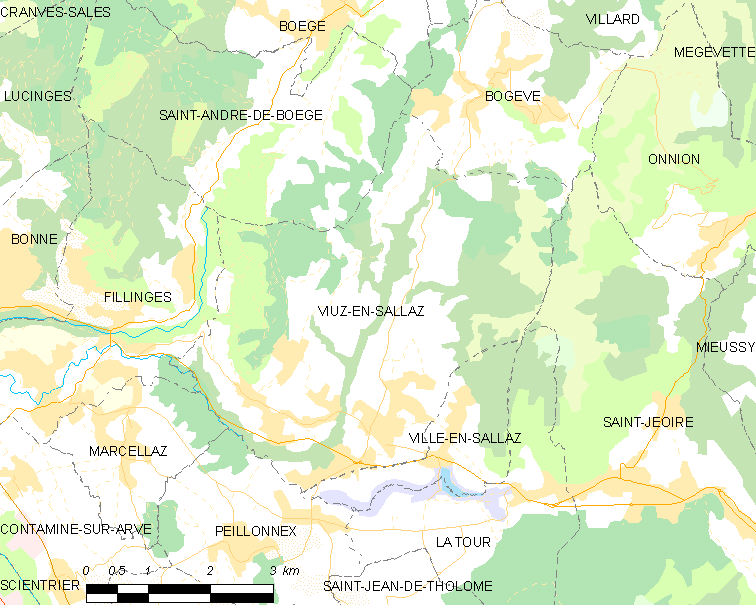
维于昂萨拉的OSM定位图

## 行政
维于昂萨拉的邮政编码为74250，INSEE市镇编码为74311。

## 政治
维于昂萨拉所属的省级选区为博讷维尔县。

## 人口

1962-2008年间维于昂萨拉人口变化图示

维于昂萨拉于2022年1月1日时的人口数量为4668人。